# Mitwitz

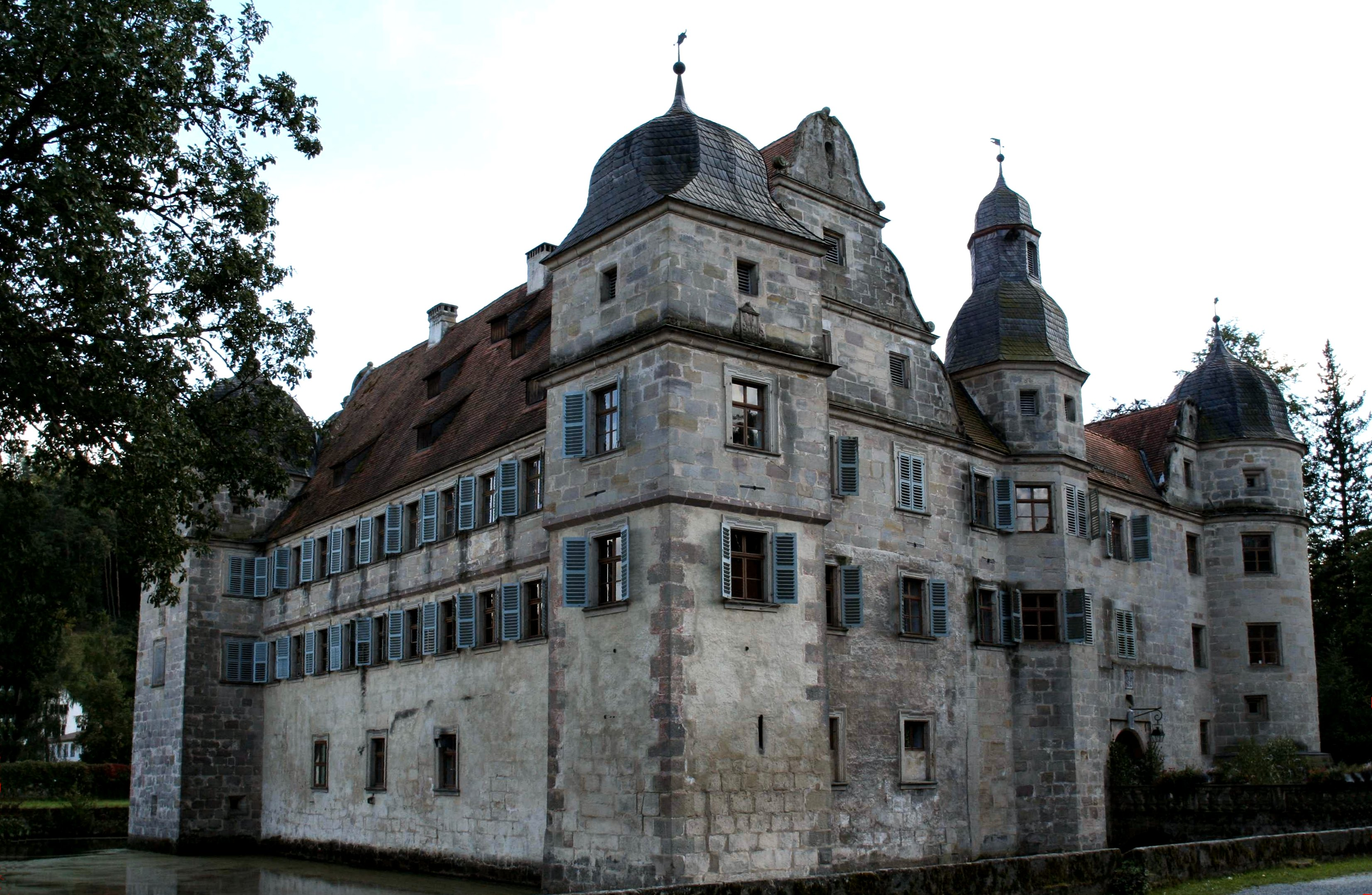
Mitwitz
(castel)

Mitwitz este o comună-târg din districtul  Kronach, regiunea administrativă Franconia Superioară, landul Bavaria, Germania.

## Obiective turistice
- Wasserschloß Mitwitz: castel construit în secolele XIV-XV. Reconstruit după 1596, în stil Renaissance.